# Tedeschi Trucks Band

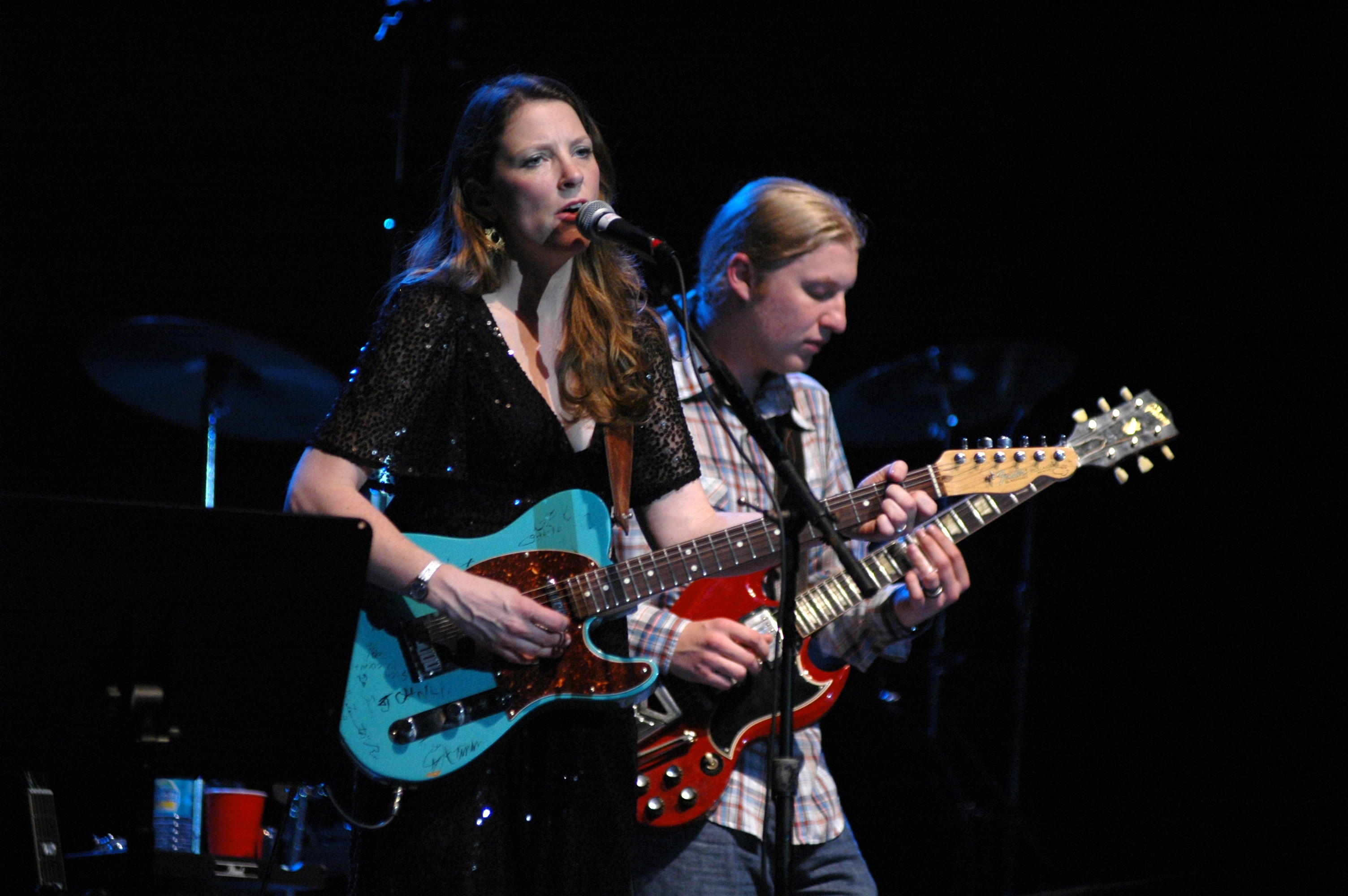
Derek Trucks & Susan Tedeschi's Soul Stew Revival im Mizner Park 2007

Die Tedeschi Trucks Band, die gemeinsame Band von Susan Tedeschi und ihrem Ehemann Derek Trucks, ist eine US-amerikanische Bluesrock-Band.

## Bandgeschichte
Bis 2009 gingen Tedeschi und Trucks jeweils mit ihren eigenen Bands auf Tour. Dann unternahmen sie im Sommer eine gemeinsame Tour als Soul Stew Revival mit Gastmusikern und einzelnen Musikern aus ihren Bands. Als sie sich kurz darauf mit einem Beitrag am Imagine Project von Herbie Hancock beteiligten, stellten sie aus ihren ehemaligen Begleitmusikern die elfköpfige Tedeschi Trucks Band zusammen. Sie entschieden sich dann dafür, die Formation beizubehalten, um als Familie mit ihrem Nachwuchs touren zu können.
2010 stellten sie das Album Revelator zusammen, nachdem sie bei Sony einen Plattenvertrag unterschrieben hatten. Das Album war international erfolgreich und erreichte Platz 1 der Blues-Charts in den USA sowie weitere offizielle Chartplatzierungen, beispielsweise in Neuseeland und Deutschland. 2012 gewann es einen Grammy in der Kategorie Bestes Bluesalbum. Dazwischen erschien das Album Everybody’s Talkin’ mit Liveaufnahmen von Liedern, die auf dem ersten Album noch nicht enthalten waren. Das Album war ebenfalls international erfolgreich.
2014 erhielt die Band zwei Blues Music Awards als beste Band sowie für ihr im August 2013 veröffentlichtes Album Made Up Mind als bestes Rock-Blues-Album. Susan Tedeschi erhielt außerdem einen Preis als beste Bluessängerin.
Im Januar 2016 wurde das dritte Studioalbum der Band Let Me Get By veröffentlicht, das erstmals von Derek Trucks im eigenen Studio produziert wurde. Im März 2017 erschien das Live-Doppelalbum Live from the Fox Oakland, das im September 2016 im Fox-Theatre in Oakland aufgenommen worden war.
Bei den Blues Music Awards 2017 erhielt Susan Tedeschi nochmals den Preis als beste zeitgenössische Bluesmusikerin. Außerdem wurden die Band als beste Blues Band und Let Me Get By als bestes Rock-Blues-Album ausgezeichnet.
Kofi Burbridge fiel im Sommer 2017 zeitweise krankheitsbedingt aus. In dieser Zeit wurde er durch Carey Frank vertreten. Er verstarb am 15. Februar 2019 nach langer Herzerkrankung, am Tag der Veröffentlichung des vierten Albums Signs. Er wurde dann durch Gabe Dixon ersetzt.

## Mitglieder
- Susan Tedeschi, Sängerin, Gitarre
- Derek Trucks, Gitarre
- Oteil Burbridge, Bassgitarre (bis 2012)
- Kofi Burbridge, Keyboards, Flöte (2009–2019)
- Tyler Greenwell, Schlagzeug
- J. J. Johnson, Schlagzeug (bis 2020)
- Mike Mattison, Begleitsänger, akustische Gitarre
- Mark Rivers, Begleitsänger
- Kebbi Williams, Saxophon
- Maurice Brown, Trompete (bis 2015)
- Saunders Sermons, Posaune (bis 2015)
- Tim Lefebvre, Bassgitarre (2013–2018)
- Ephraim Owens, Trompete (seit 2015)
- Elizabeth Lea, Posaune (seit 2015)
- Alecia Chakour, Begleitsängerin (seit 2015)
- Brandon Boone, Bassgitarre (seit 2019)
- Gabe Dixon, Keyboards, Sänger (seit 2019)
- Isaac Eady, Schlagzeug (seit 2021)

## Diskografie
- 2010: Revelator
- 2011: Everybody’s Talkin’ (Live)
- 2013: Made Up Mind
- 2016: Let Me Get By
- 2017: Live from the Fox Oakland
- 2019: Signs

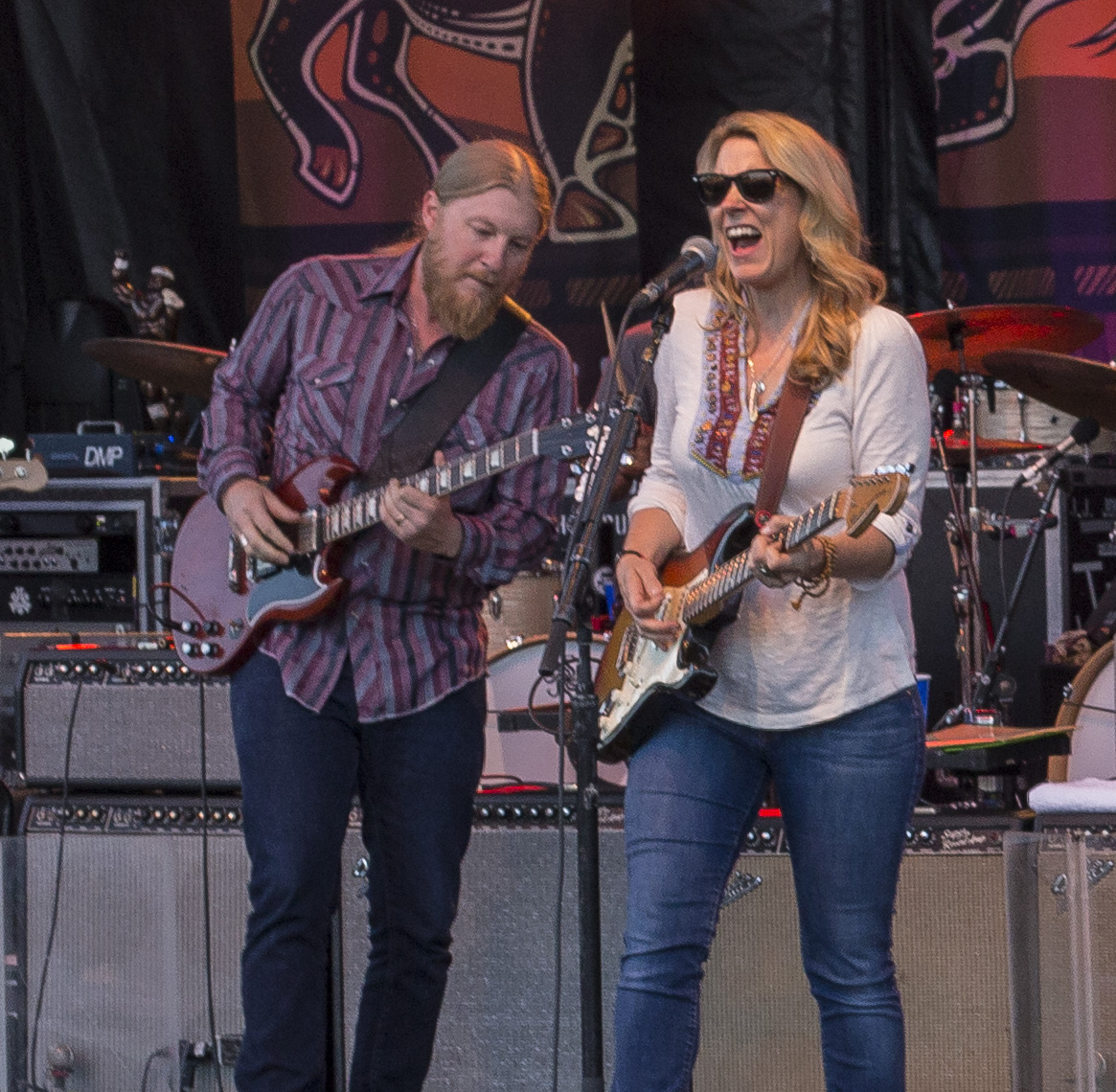
Derek Trucks und Susan Tedeschi 2014

- 2021: Layla Revisited (Live at Lockn’)
- 2022: I am the Moon – I. Crescent[5]
- 2022: I am the Moon - II. Ascension
- 2022: I am the Moon - III. The Fall
- 2022: I am the Moon - IV. Farewell